# Famille Guerrini
 (février 2015).
Si vous disposez d'ouvrages ou d'articles de référence ou si vous connaissez des sites web de qualité traitant du thème abordé ici, merci de compléter l'article en donnant les références utiles à sa vérifiabilité et en les liant à la section « Notes et références ».
La famille Guerrini est une famille noble, originaire de Toscane (à Florence) puis de Lombardie, qui possédait le château de Linari dans la vallée du Lamone ainsi que le titre de comte de Linari.

## Origine
La Maison Guerrini est fondée par Migliore di Mutiliana (ou Modigliana), premier comte de Linari, l'ancêtre de Rocco Guerrini, fondateur de la lignée germanique des comtes puis princes von Lynar.
Les ancêtres de la Maison Guerrini, maison qui descendrait de Guérin (Warin) d'Auvergne, s'installèrent en Italie et Migliore de Mutiliana devint Conte di Linari vers 1300 et sa descendance adopta le patronyme de Guerrini.
D'après les recherches du prince Ernst von Lynar, la famille de Mutiliana descendrait d'un noble de Thuringe du nom Wido qui s'était marié en 933 avec une fille d'Otto Ier l'Illustre de Saxe.[réf. nécessaire]
La famille Guerrini subsiste toujours en Italie où elle fait usage du titre de comte Guerrini, de Linari.
La Maison princière de Lynar, descendante des comtes de Linari, subsiste en Allemagne.